# Struttin’ with Some Barbecue
Struttin’ with Some Barbecue ist eine Jazzkomposition in Liedform, die Lil Hardin Armstrong verfasste und 1928 veröffentlichte. Der Liedtexter Don Raye schrieb 1950 den Songtext.

## Hintergrund
Die Melodie ist akkordisch auf der Basis von Hardins typischen Klavierstil mit erweiterten Harmonien aufgebaut, obgleich mit der Betonung auf der großen Septime am Blues-orientierten Repertoire der Bands des klassischen New Orleans Jazz orientiert.

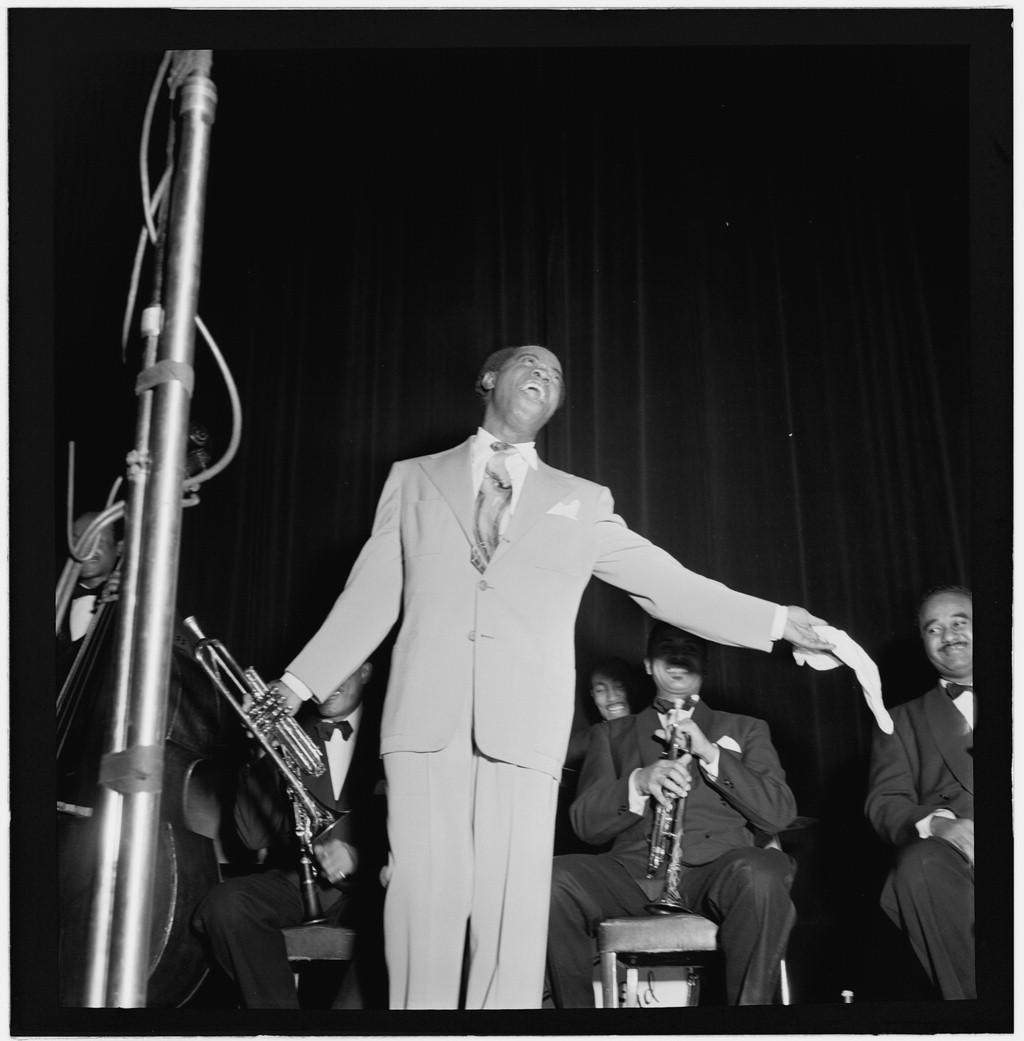
Louis Armstrong, Carnegie Hall, New York City, ca. Februar 1947. Foto William P. Gottlieb

Der Ehemann der Komponistin, Trompeter Louis Armstrong, behauptete nach der Scheidung, die Urheberrechte an der Komposition an seine damalige Ehefrau Lil Hardin Armstrong abgetreten zu haben. Noch 1967 erzählte er, die Idee sei ihm 1927 beim gemeinsamen Verzehr von Barbecue-Essen mit dem Schlagzeuger Zutty Singleton gekommen. Im selben Jahr beklagte Lil Hardin im Melody Maker diese Streitigkeiten und erinnerte daran, dass sie einen Gerichtsprozess über die Urheberschaft gewonnen habe. Hardin hat als Komponistin einige Stücke zum Repertoire der Hot Five beigesteuert, in der beide ab 1925 gemeinsam spielten. Gerade aufgrund der erwähnten und weiterer harmonischer Besonderheiten trägt Struttin’ with Some Barbecue als Komposition weitaus deutlicher Züge von Hardins als von Armstrongs Hand.
Der Titel wurde erstmals am 9. Dezember 1927 in Chicago aufgenommen (Okeh 8566). Die Ursprungsfassung mit Armstrongs Hot Five gilt für viele Kritiker als beste Einspielung des Songs; neben Armstrong (Kornett) waren Kid Ory (Posaune), Johnny Dodds (Klarinette), Lil Armstrong (Piano) und Johnny St. Cyr (Banjo) beteiligt.

## Wirkung
Für Decca nahm Armstrong Struttin’ with Some Barbecue im Arrangement von Chappie Willett mit seinem Orchester 1938 erneut auf; mit Louis Armstrong spielten u. a. Louis Bacon, Red Allen, Wilbur DeParis, J. C. Higginbotham, Albert Nicholas, Luis Russell, Pops Foster und Paul Barbarin. Bereits im nächsten Jahr wurde der Titel von Bob Crosby gecovert; in den 1940er-Jahren folgten Versionen u. a. von Eddie Condon, George Wettling, Lu Watters, Bobby Hackett, Jimmy Dorsey, in Europa von Sidney Bechet, Jacques Hélian und Carlo Krahmers Hot Seven. Der Diskograf Tom Lord listet im Bereich des Jazz (Stand 2016) über 760 Coverversionen des Titels, unter denen für jazzstandards.com die Fassungen von Chris Barber & Uralsky All Stars, Pete Fountain, Art Hodes, Lee Konitz (im Duo mit Posaunist Marshall Brown), George Lewis und Turk Murphy hervorzuheben sind.